# NGC 5993
NGC 5993 (również PGC 55918 lub UGC 10007) – galaktyka spiralna z poprzeczką (SBb), znajdująca się w gwiazdozbiorze Wolarza. Odkrył ją William Herschel 18 marca 1787 roku. Prawdopodobnie oddziałuje grawitacyjnie z sąsiednią NGC 5992.